# Javier Aquino
Javier Ignacio Aquino Carmona, né le 11 février 1990 à San Francisco Ixhuatán, est un footballeur mexicain qui évolue au poste de milieu de terrain aux Tigres UANL.

## Palmarès

### En équipe nationale
- Équipe du Mexique olympique
  - Vainqueur des Jeux panaméricains en 2011
  - Vainqueur du Tournoi de Toulon en 2012
  - Vainqueur du Tournoi masculin de football aux Jeux olympiques d'été de 2012